# Хальтерн-ам-Зе
Хальтерн-ам-Зе (нем. Haltern am See) — город в Германии, в земле Северный Рейн-Вестфалия.
Подчинён административному округу Мюнстер. Входит в состав района Реклингхаузен. Население составляет 37 763 человека (на 31 декабря 2010 года). Занимает площадь 158,34 км². Официальный код — 05 5 62 016.
Город подразделяется на 8 городских районов.
Известен благодаря массовому паломничеству к чудотворному образу св. Анны в паломническую церковь Аннаберг.

## Фотографии

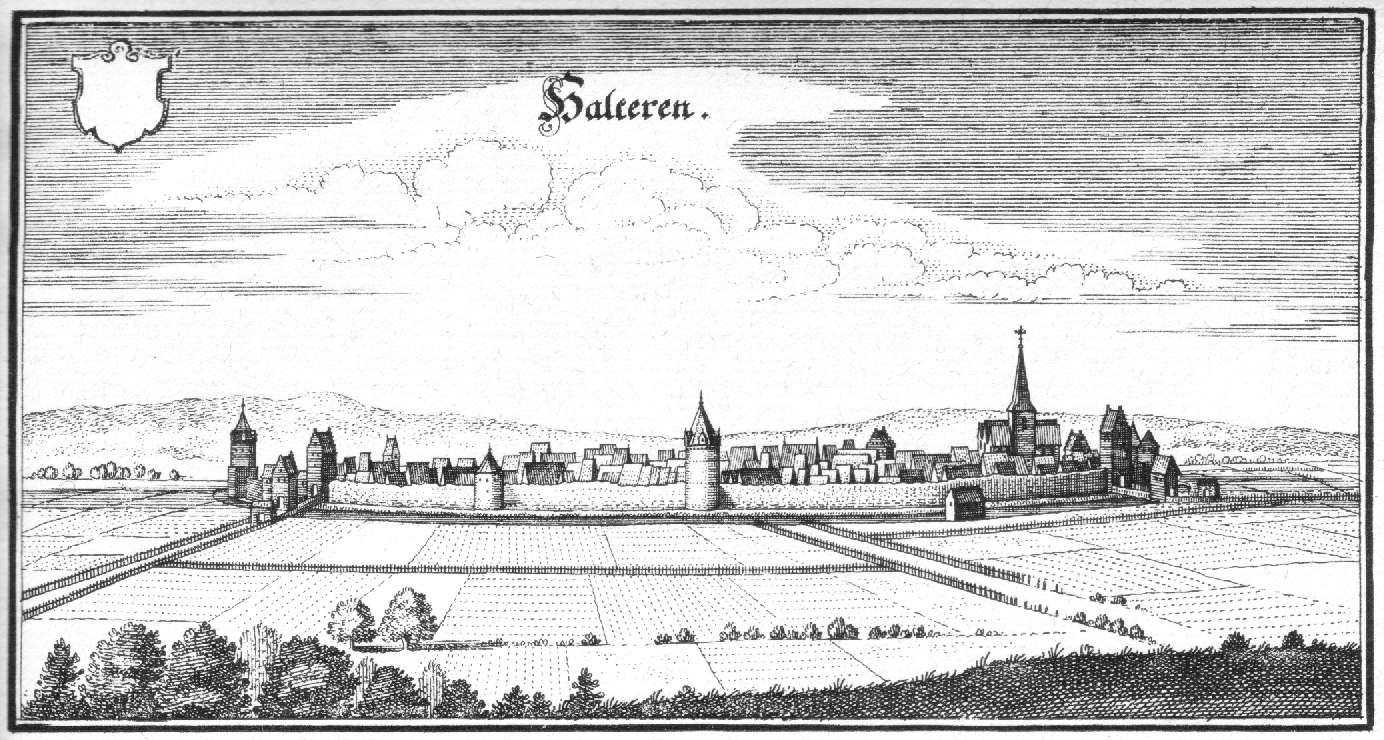
Хальтерн в 1647 году
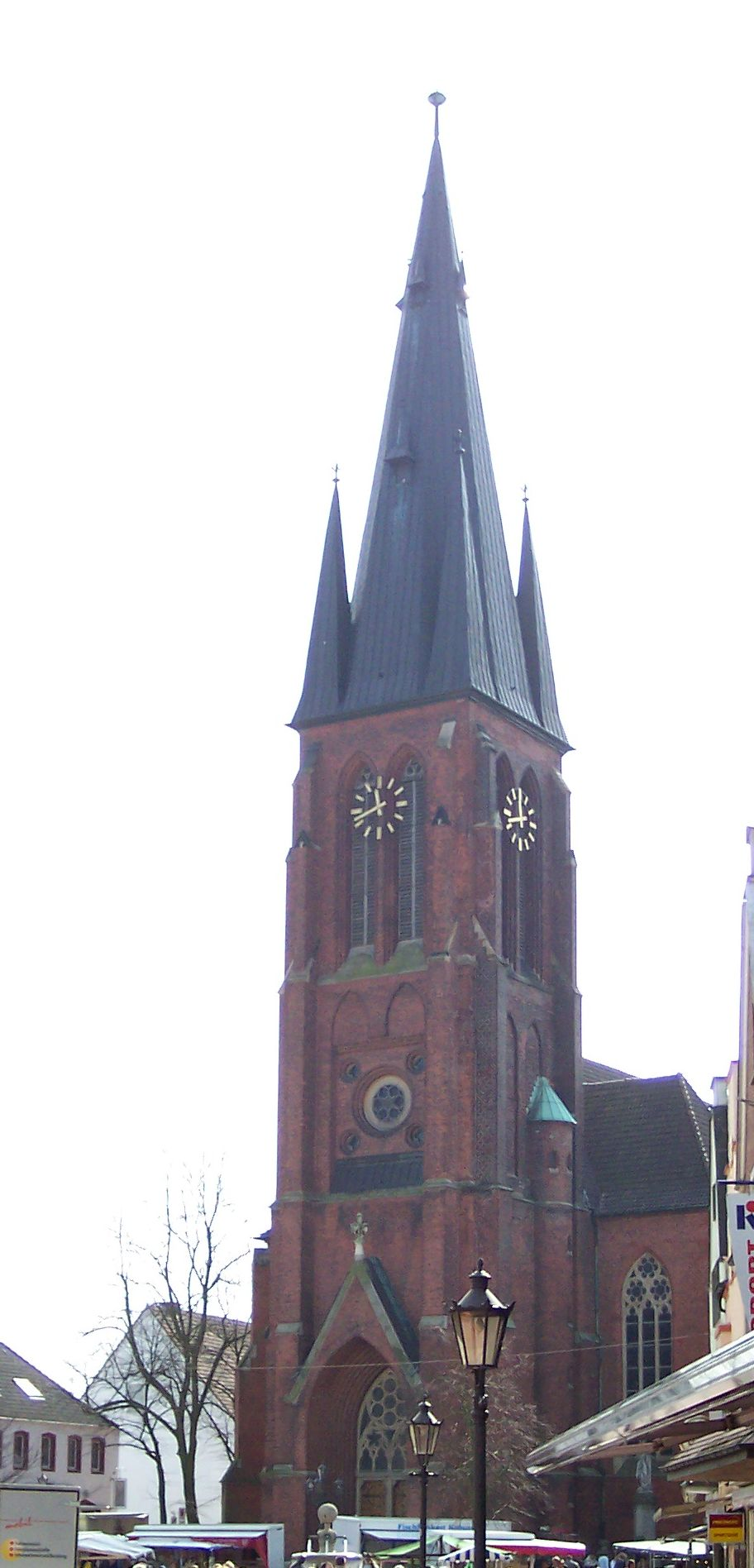
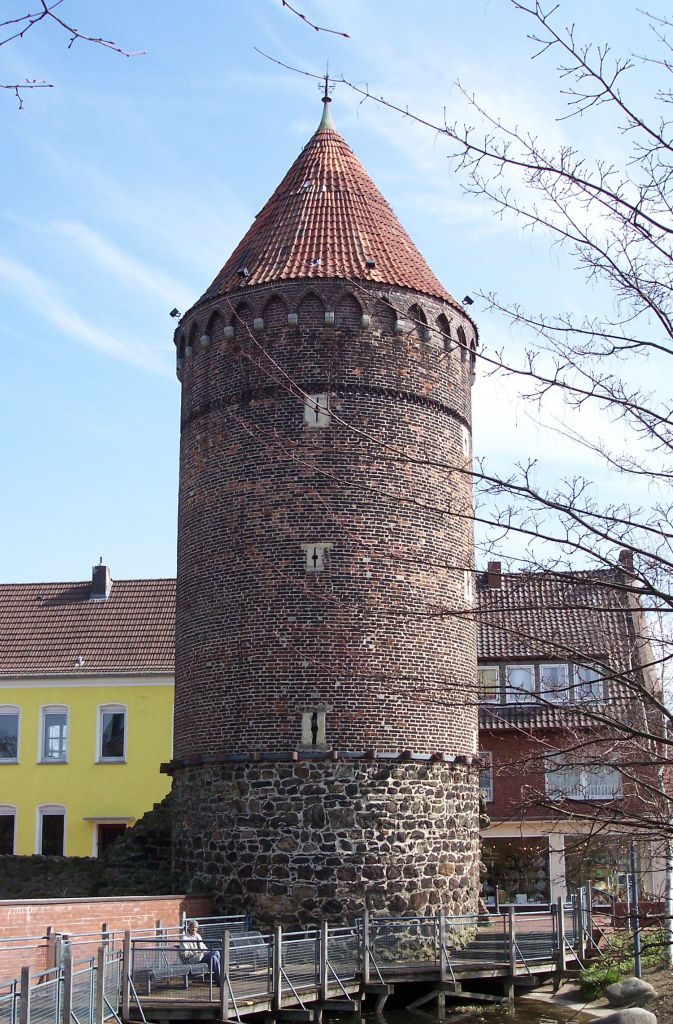
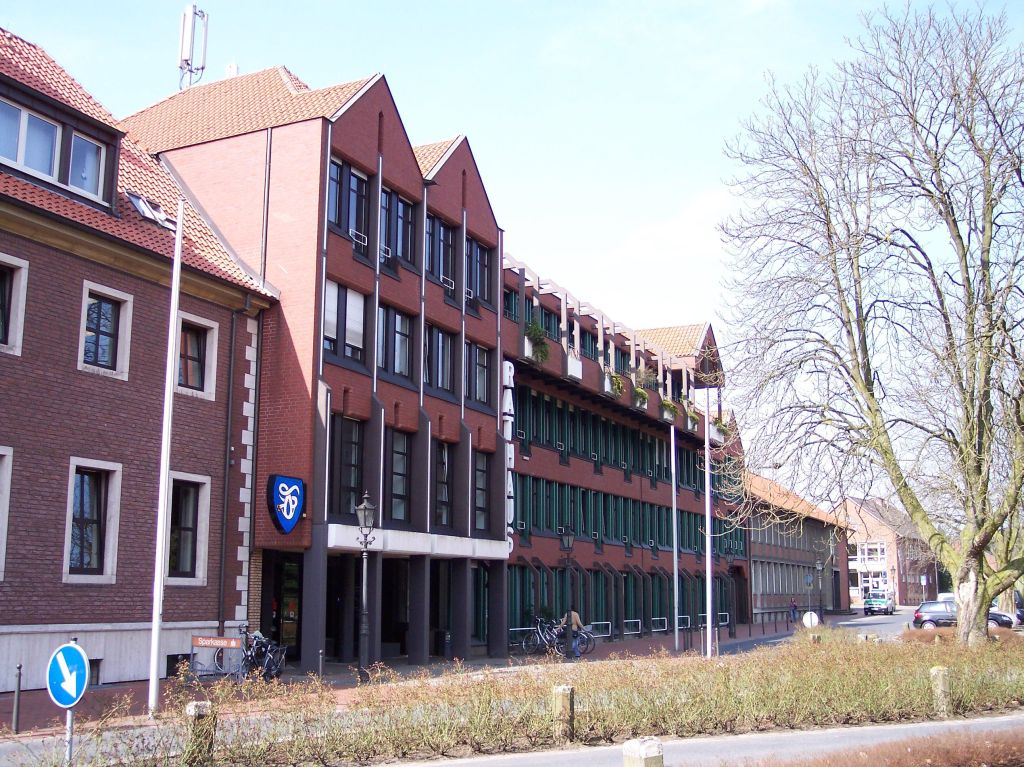
Новая ратуша
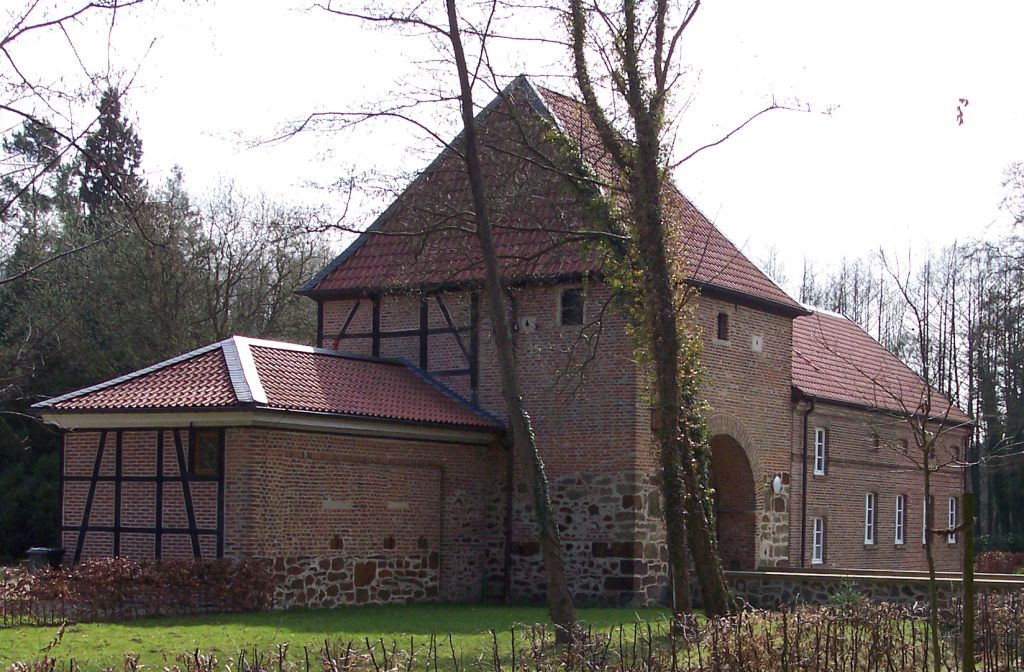
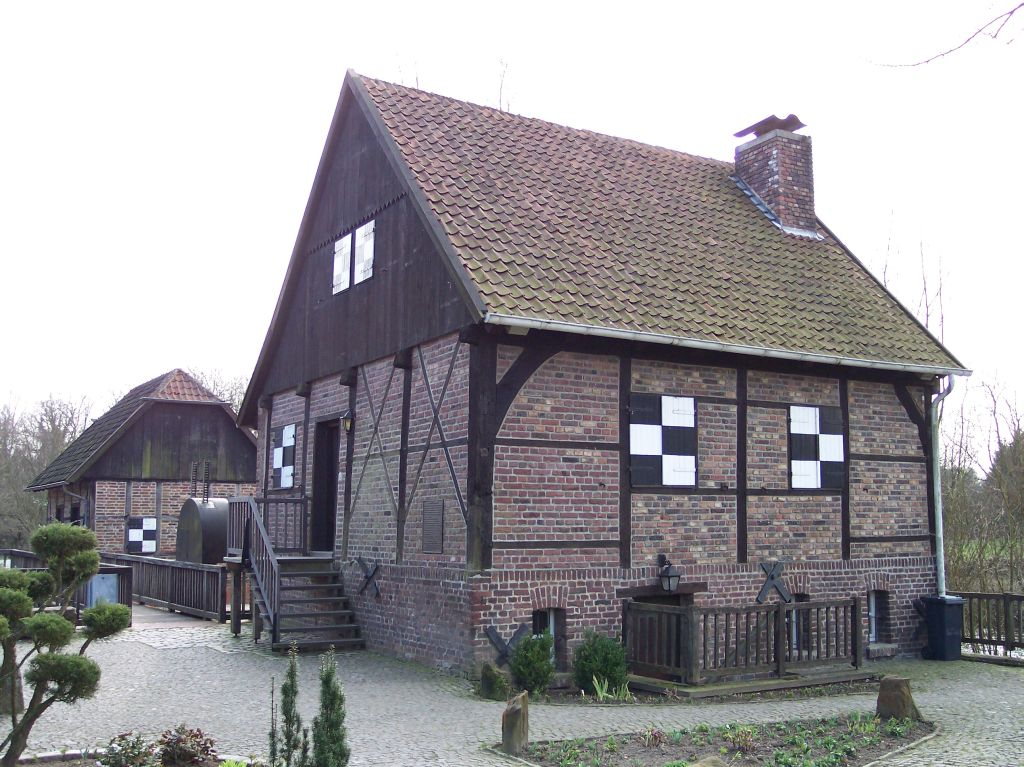
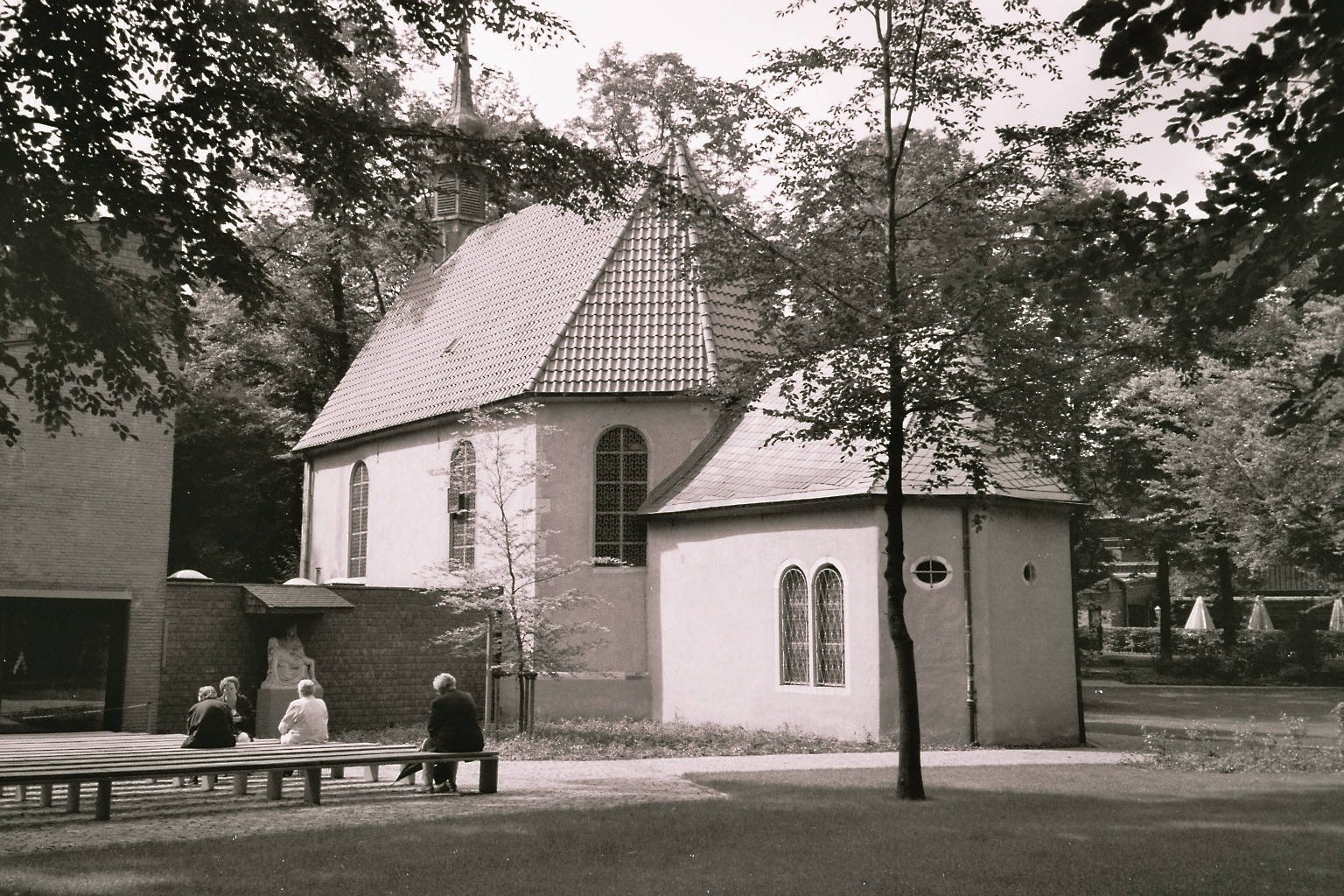
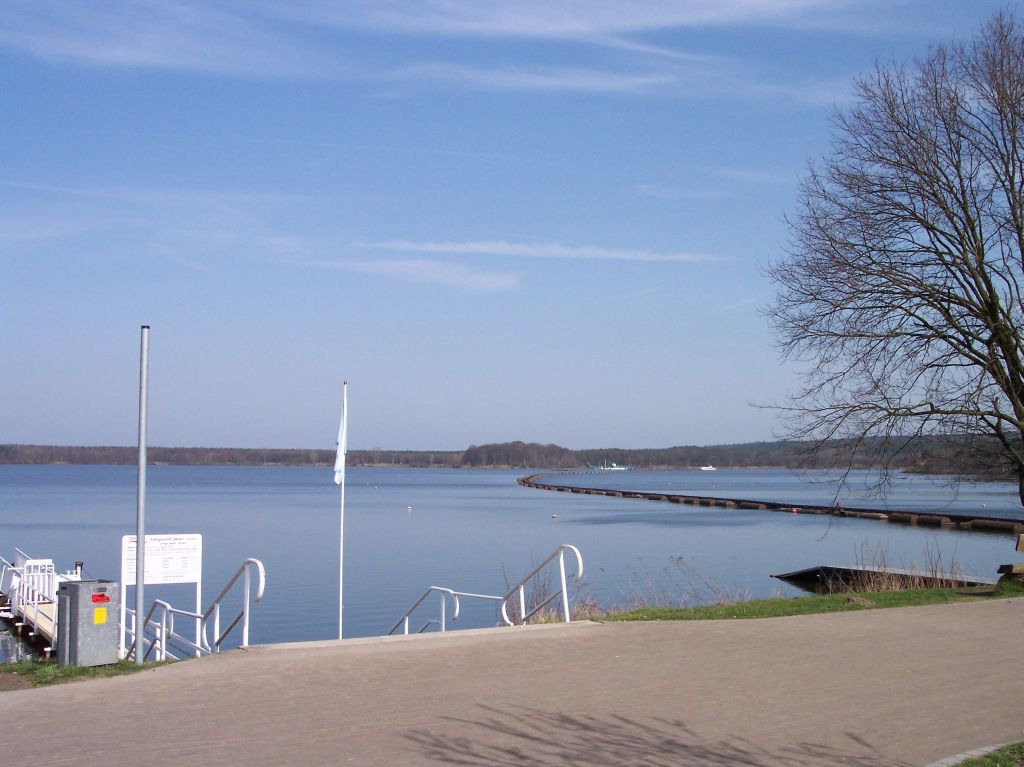
Хальтернское водохранилище